# ベラ (小惑星)
ベラ (695 Bella) は小惑星帯に位置する小惑星である。マサチューセッツ州タウントンでジョエル・ヘイスティングス・メトカーフによって発見された。名前の由来は不明。